# Grand Prix-wegrace van Joegoslavië 1985
De Grand Prix-wegrace van Joegoslavië 1985 was de zesde Grand Prix van het wereldkampioenschap wegrace in het seizoen 1985. De races werden verreden op 16 juni 1985 op het Automotodrom Grobnik bij Rijeka.

## Algemeen
In Joegoslavië reden slechts drie klassen: de 80cc-klasse, de 250cc-klasse en de 500cc-klasse. Alleen in de 500cc-klasse won de gedoodverfde favoriet Freddie Spencer niet. Doordat Eddie Lawson eerste werd, werd het kampioenschap weer wat spannender, want het verschil bedroeg slechts 7 punten. De weersomstandigheden waren goed, waardoor de coureurs tussen de trainingen door konden genieten van de badplaats Opatija, maar tijdens de races speelde de wind vooral de rijders in de lichte klassen parten.

## 500cc-klasse

### De training
Eddie Lawson deed er alles aan om tijdens de trainingen in de buurt van de tijd van Freddie Spencer te komen, maar moest ondertussen ook nog verschillende bandencompounds voor Michelin testen. Christian Sarron maakte een valpartij mee, maar raakte niet geblesseerd en moest tevreden zijn met de zesde startplaats. Eindelijk verscheen Cagiva met haar Yamaha OW 76-kopie, maar er was slechts één machine klaar, waarmee Marco Lucchinelli de 23e trainingstijd reed. 

#### Trainingstijden
| Pos | Coureur            | Merk                      | Tijd    |
| --- | ------------------ | ------------------------- | ------- |
| 1.  | Freddie Spencer    | Rothmans-HRC-Honda        | 1"31'44 |
| 2.  | Eddie Lawson       | Marlboro-Yamaha           | 1"32'00 |
| 3.  | Wayne Gardner      | Rothmans-HRC-Honda-UK     | 1"32'46 |
| 4.  | Ron Haslam         | Rothmans-HRC-Honda-UK     | 1"32'72 |
| 5.  | Randy Mamola       | Rothmans-HRC-Honda        | 1"32'77 |
| 6.  | Christian Sarron   | Gauloises-Sonauto-Yamaha  | 1"32'99 |
| 7.  | Raymond Roche      | Marlboro-Yamaha           | 1"33'63 |
| 8.  | Takazumi Katayama  | Bakker-Rothmans-HRC-Honda | 1"33'81 |
| 9.  | Didier de Radiguès | ELF-Chevallier-HRC-Honda  | 1"34'03 |
| 10. | Rob McElnea        | Skoal Bandit-Heron-Suzuki | 1"34'38 |

### De race
De 500cc-race in Rijeka werd grotendeels in de beginfase beslist. Na de gebruikelijke bliksemstart van Ron Haslam nam Randy Mamola de leiding over. In de vierde ronde waren zowel Eddie Lawson als Freddie Spencer dicht bij Mamola gekomen, maar Spencer maakte een fout, kwam naast de baan en raakte een strobaal. Hij kon terug het circuit op rijden en zette de achtervolging in op Lawson, die Mamola inmiddels gepasseerd was. Ook Spencer ging Mamola voorbij, maar hij had een zwaar beschadigde dijbeenspier en zijn krachten begonnen af te nemen. In de 21e ronde nam Mamola de tweede plaats weer over van Spencer, maar hij viel, waardoor Spencer toch nog tweede werd. Na de finish werd Freddie Spencer door zijn teamleden naar de mobiele kliniek gedragen, waar de schade aan zijn been werd vastgesteld. Spencer vloog daarop meteen naar zijn woonplaats Shreveport om zich daar te laten behandelen. 

#### Uitslag 500cc-klasse
| Pos | Coureur              | Merk                      | Ronden | Tijd      | Grid | Punten |
| --- | -------------------- | ------------------------- | ------ | --------- | ---- | ------ |
| 1   | Eddie Lawson         | Marlboro-Yamaha           | 32     | 49"46'65  | 2    | 15     |
| 2   | Freddie Spencer      | Rothmans-HRC-Honda        | 32     | +21'76    | 1    | 12     |
| 3   | Wayne Gardner        | Rothmans-HRC-Honda-UK     | 32     | +30'24    | 3    | 10     |
| 4   | Ron Haslam           | Rothmans-HRC-Honda-UK     | 32     | +37'95    | 4    | 8      |
| 5   | Christian Sarron     | Gauloises-Sonauto-Yamaha  | 32     | +1"10'77  | 6    | 6      |
| 6   | Raymond Roche        | Marlboro-Yamaha           | 32     | +1"11'12  | 7    | 5      |
| 7   | Didier de Radiguès   | ELF-Chevallier-HRC-Honda  | 32     | +1"24'84  | 9    | 4      |
| 8   | Rob McElnea          | Skoal Bandit-Heron-Suzuki | 32     | +1"25'31  | 10   | 3      |
| 9   | Gustav Reiner        | Bakker-Honda              | 32     | +1"25'61  | 11   | 2      |
| 10  | Dave Petersen        | Honda                     | 32     | +1"25'89  | 12   | 1      |
| 11  | Sito Pons            | HB-Gallina-Suzuki         | 31     | +1 ronde  | 16   |        |
| 12  | Fabio Biliotti       | Honda                     | 31     | +1 ronde  | 18   |        |
| 13  | Eero Hyvärinen       | Honda                     | 31     | +1 ronde  | 13   |        |
| 14  | Boet van Dulmen      | Bakker-Honda              | 31     | +1 ronde  | 17   |        |
| 15  | Marco Lucchinelli    | Cagiva                    | 31     | +1 ronde  | 22   |        |
| 16  | Wolfgang von Muralt  | Bakker-Suzuki             | 31     | +1 ronde  | 19   |        |
| 17  | Christian Le Liard   | ELF-Chevallier-Honda      | 31     | +1 ronde  | 20   |        |
| 18  | Armando Errico       | Honda                     | 31     | +1 ronde  | 25   |        |
| 19  | Marco Papa           | Suzuki                    | 31     | +1 ronde  | 24   |        |
| 20  | Dietmar Mayer        | Honda                     | 30     | +2 ronden | 31   |        |
| 21  | Massimo Broccoli     | Paton                     | 30     | +2 ronden | 29   |        |
| 22  | Massimo Messere      | Honda                     | 30     | +2 ronden | 21   |        |
| 23  | Josef Ragginger      | Suzuki                    | 29     | +3 ronden | 30   |        |
| 24  | Andreas Leuthe       | Suzuki                    | 29     | +3 ronden | 35   |        |
| 25  | Dimitrios Papandreou | Yamaha                    | 29     | +3 ronden | 36   |        |
| 26  | Josef Doppler        | Suzuki                    | 29     | +3 ronden | 32   |        |
| 27  | Leandro Becheroni    | Suzuki                    | 29     | +3 ronden | 26   |        |

#### Niet gefinisht
| Coureur           | Merk                      | Ronden | Oorzaak | Grid |
| ----------------- | ------------------------- | ------ | ------- | ---- |
| Randy Mamola      | Rothmans-HRC-Honda        | 22     | Val     | 5    |
| Franco Uncini     | HB-Gallina-Suzuki         | 17     |         | 15   |
| Louis-Luc Maisto  | Honda                     | 10     |         | 28   |
| Thierry Espié     | Chevallier-Honda          | 6      |         | 22   |
| Bohumil Staša     | Honda                     | 1      |         | 33   |
| Pavol Dekánek     | Suzuki                    | 1      |         | 34   |
| Takazumi Katayama | Bakker-Rothmans-HRC-Honda | 1      | Val     | 8    |

#### Niet gestart
| Coureur           | Merk  | Grid | Oorzaak |
| ----------------- | ----- | ---- | ------- |
| Karl Truchsess    | Honda | 14   |         |
| Alessandro Valesi | Honda | 27   |         |

#### Niet deelgenomen
| Coureur           | Merk       | Oorzaak                |
| ----------------- | ---------- | ---------------------- |
| Mike Baldwin      | Honda      | Contractverplichtingen |
| Mile Pajic        | SNRT-Honda | Blessure               |
| Henk van der Mark | SNRT-Honda |                        |
| Virginio Ferrari  | Cagiva     | Geen motorfiets        |

### Top tien tussenstand 500cc-klasse
| Pos. | Coureur            | Merk                      | Ptn. |
| ---- | ------------------ | ------------------------- | ---- |
| 1    | Freddie Spencer    | Rothmans-HRC-Honda        | 81   |
| 2    | Eddie Lawson       | Marlboro-Yamaha           | 74   |
| 3    | Christian Sarron   | Gauloises-Sonauto-Yamaha  | 52   |
| 4    | Wayne Gardner      | Rothmans-HRC-Honda-UK     | 43   |
| 5    | Ron Haslam         | Rothmans-HRC-Honda-UK     | 34   |
| 6    | Randy Mamola       | Rothmans-HRC-Honda        | 25   |
| 6    | Didier de Radiguès | ELF-Chevallier-HRC-Honda  | 25   |
| 8    | Raymond Roche      | Marlboro-Yamaha           | 16   |
| 9    | Rob McElnea        | Skoal Bandit-Heron-Suzuki | 15   |
| 10   | Mike Baldwin       | Honda                     | 10   |

## 250cc-klasse

### De training
De trainingen van de 250cc-klasse lieten niet veel bijzonders zien. Freddie Spencer bereikte poleposition voor Carlos Lavado, Martin Wimmer en Toni Mang. Wel waren er opnieuw veel valpartijen die een aantal coureurs uitschakelden. Het ergst was Eric Klein eraan toe. Een gecompliceerde heupbreuk leek het einde van zijn carrière te betekenen. Maurizio Vitali brak een sleutelbeen en Cees Doorakkers blesseerde zijn enkel en zijn hand. Het Pernod-team was weer terug nadat men enkele wedstrijden had overgeslagen om de motoren te verbeteren. Een succes was het nog niet: Jean-François Baldé reed de 23e tijd en Jacky Onda wist zich met de 41e tijd niet eens te kwalificeren. 

#### Trainingstijden
| Pos | Coureur              | Merk               | Tijd    |
| --- | -------------------- | ------------------ | ------- |
| 1.  | Freddie Spencer      | Rothmans-HRC-Honda | 1"33'99 |
| 2.  | Carlos Lavado        | Venemotos-Yamaha   | 1"34'42 |
| 3.  | Martin Wimmer        | Mitsui-Yamaha      | 1"34'79 |
| 4.  | Toni Mang            | Marlboro-HRC-Honda | 1"34'80 |
| 5.  | Reinhold Roth        | Juchem-Yamaha      | 1"35'51 |
| 6.  | Jean-Michel Mattioli | Yamaha             | 1"36'21 |
| 7.  | Loris Reggiani       | Aprilia-Rotax      | 1"36'25 |
| 8.  | Carlos Cardús        | JJ Cobas-Rotax     | 1"36'33 |
| 9.  | Siegfried Minich     | Yamaha             | 1"36'66 |
| 10. | Harald Eckl          | Juchem-Yamaha      | 1"36'71 |

### De race
In de 250cc-race was er wel strijd, maar die ging om de plaatsen drie t/m vijf en zes t/m negen. Freddie Spencer had na drie ronden al bijna vier seconden voorsprong op Martin Wimmer en Toni Mang. Carlos Lavado stak hen echter allebei voorbij en toen Wimmer problemen kreeg met zijn tankontluchting kwam hij in de achtervolgende groep met Siegfried Minich, Juan Carriga, Carlos Cardús en Loris Reggiani terecht. Spencer, Lavado en Mang bezetten de eerste drie plaatsen met groot onderling verschil. Cardús kwam ten val en Toni Mang viel uit toen een stuk van zijn stroomlijnkuip losschoot en tegen een bougiekabel stootte. Zo werd Loris Reggiani derde achter Spencer en Lavado. 

#### Uitslag 250cc-klasse
| Pos | Coureur                | Merk                        | Tijd      | Grid | Punten |
| --- | ---------------------- | --------------------------- | --------- | ---- | ------ |
| 1   | Freddie Spencer        | Rothmans-HRC-Honda          | 47"49'95  | 1    | 15     |
| 2   | Carlos Lavado          | Venemotos-Yamaha            | +4'76     | 2    | 12     |
| 3   | Loris Reggiani         | Aprilia-Rotax               | +44'77    | 7    | 10     |
| 4   | Martin Wimmer          | Mitsui-Yamaha               | +45'23    | 3    | 8      |
| 5   | Siegfried Minich       | Yamaha                      | +48'76    | 9    | 6      |
| 6   | Harald Eckl            | Juchem-Yamaha               | +1"08'85  | 10   | 5      |
| 7   | Reinhold Roth          | Juchem-Yamaha               | +1"09'11  | 5    | 4      |
| 8   | Pierre Bolle           | Bakker-Parisienne           | +1"12'84  | 11   | 3      |
| 9   | Jacques Cornu          | Parisienne-Honda            | +1"17'87  | 22   | 2      |
| 10  | Jean-Louis Guignabodet | MIG-Rotax                   | +1"22'27  | 24   | 1      |
| 11  | Jean-Michel Mattioli   | Yamaha                      | +1"29'87  | 6    |        |
| 12  | Josef Hütter           | Bartol                      | +1"33'08  | 17   |        |
| 13  | Jean-François Baldé    | Pernod                      | +1 ronde  | 23   |        |
| 14  | Jean Foray             | Chevallier-Yamaha           | +1 ronde  | 28   |        |
| 15  | Dominique Sarron       | Rothmans-Honda              | +1 ronde  | 27   |        |
| 16  | Niall Mackenzie        | Silverstone-Armstrong-Rotax | +1 ronde  | 30   |        |
| 17  | Jean-Luc Guillemet     | Yamaha                      | +1 ronde  | 29   |        |
| 18  | René Delaby            | Rotax                       | +1 ronde  | 25   |        |
| 19  | Roland Freymond        | Yamaha                      | +1 ronde  | 12   |        |
| 20  | Thomas Bacher          | Rotax                       | +1 ronde  | 31   |        |
| 21  | Hans Becker            | Yamaha                      | +1 ronde  | 32   |        |
| 22  | Michel Galbit          | Yamaha                      | +1 ronde  | 33   |        |
| 23  | Silo Habat             | Yamaha                      | +1 ronde  | 35   |        |
| 24  | Massimo Matteoni       | Honda                       | +6 ronden | 21   |        |

#### Niet gefinisht
| Coureur           | Merk                        | Oorzaak | Grid |
| ----------------- | --------------------------- | ------- | ---- |
| Carlos Cardús     | JJ Cobas-Rotax              | Val     | 8    |
| Hans Lindner      | Rotax                       |         | 14   |
| Toni Mang         | Marlboro-HRC-Honda          |         | 4    |
| Donnie McLeod     | Silverstone-Armstrong-Rotax |         | 15   |
| Antonio García    | JJ Cobas-Rotax              |         | 16   |
| Thierry Rapicault | Yamaha                      | Val     | 26   |
| Patrick Fernandez | JJ Cobas-Rotax              |         | 34   |
| Alan Carter       | Honda                       | Val     | 20   |
| Fausto Ricci      | Rothmans-HRC-Honda          |         | 13   |
| Juan Garriga      | JJ Cobas-Rotax              |         | 18   |
| August Auinger    | Bartol                      |         | 19   |

#### Niet gekwalificeerd
| Coureur         | Merk           | Grid | Oorzaak  |
| --------------- | -------------- | ---- | -------- |
| Jacky Onda      | Pernod         | 41   | Te traag |
| Erich Klein     | Rotax          |      | Blessure |
| Antonio Neto    | JJ Cobas-Rotax |      | Blessure |
| Maurizio Vitali | Garelli        |      | Blessure |

#### Niet gestart
| Coureur         | Merk          | Grid | Oorzaak  |
| --------------- | ------------- | ---- | -------- |
| Guy Bertin      | Malanca-Rotax | 39   | Blessure |
| Cees Doorakkers | SNRT-Honda    | 37   | Blessure |

#### Niet deelgenomen
| Coureur           | Merk              | Oorzaak            |
| ----------------- | ----------------- | ------------------ |
| Mario Rademeyer   | Yamaha            | Apartheidspolitiek |
| Luis Miguel Reyes | JJ Cobas-Rotax    | Blessure           |
| Ángel Nieto       | Garelli           | Blessure           |
| Manfred Herweh    | Bakker-Real-Rotax | Blessure           |
| Iván Palazzese    | Venemotos-Yamaha  | Ontslagen          |

### Top tien tussenstand 250cc-klasse
| Pos. | Coureur         | Merk               | Ptn. |
| ---- | --------------- | ------------------ | ---- |
| 1    | Freddie Spencer | Rothmans-HRC-Honda | 74   |
| 2    | Toni Mang       | Marlboro-HRC-Honda | 50   |
| 3    | Martin Wimmer   | Mitsui-Yamaha      | 49   |
| 3    | Carlos Lavado   | Venemotos-Yamaha   | 49   |
| 5    | Loris Reggiani  | Aprilia-Rotax      | 26   |
| 6    | Fausto Ricci    | Rothmans-HRC-Honda | 22   |
| 7    | Alan Carter     | HRC-Honda / Honda  | 18   |
| 8    | Reinhold Roth   | Juchem-Yamaha      | 13   |
| 9    | Carlos Cardús   | JJ Cobas-Rotax     | 11   |
| 10   | Mario Rademeyer | Yamaha             | 10   |

## 80cc-klasse

### De training
Om het Stefan Dörflinger zo moeilijk mogelijk te maken gaf Derbi ook een machine aan Joachim Gali, maar die moest duidelijk nog wennen aan de machine en reed slechts de elfde tijd. Dörflinger en Jorge Martínez waren duidelijk sneller dan de concurrentie. Ook in deze klasse waren er enkele trainingsongevallen: Bertus Grinwis werd aangereden door Miljenko Nervo en brak een enkel, terwijl ook zijn nieuwe 45.000 gulden kostende Krauser zwaar beschadigd raakte. Richard Bay liep bij een val een gebroken hand op. 

#### Trainingstijden
| Pos | Coureur           | Merk       | Tijd    |
| --- | ----------------- | ---------- | ------- |
| 1.  | Stefan Dörflinger | Krauser    | 1"41'52 |
| 2.  | Jorge Martínez    | Derbi      | 1"41'90 |
| 3.  | Manuel Herreros   | Derbi      | 1"43'63 |
| 4.  | Ian McConnachie   | Krauser    | 1"45'43 |
| 5.  | Gerhard Waibel    | Real-Seel  | 1"45'56 |
| 6.  | Theo Timmer       | HuVo-Casal | 1"45'70 |
| 7.  | Juan Ramón Bolart | Autisa     | 1"45'91 |
| 8.  | Gerd Kafka        | Seel       | 1"46'22 |
| 9.  | Alois Pavlic      | Seel       | 1"46'56 |
| 10. | Rainer Kunz       | Ziegler    | 1"46'73 |

### De race
In de warm-uptraining op zondagmorgen hadden de 80cc-rijders nog last gehad van de harde wind, maar bij de start was het minder erg. De beide Seel-rijders Gerd Kafka en Gerhard Waibel namen meteen de leiding terwijl de titelkandidaten Stefan Dörflinger en Jorge Martínez juist slecht wegkwamen. Inhalen was niet makkelijk, maar toch nam Dörflinger al in de derde ronde de leiding, even later gevolgd door Martínez en diens teamgenoot Manuel Herreros. Tussen Dörflinger en Martínez ontstond een spannende race, maar op twee derde van de race kreeg Martínez problemen met de remmen van zijn Derbi en hij moest de overwinning aan Dörflinger laten. Ian McConnachie maakte echter de meeste indruk. Toen zijn Krauser eindelijk aansloeg was het veld al een halve minuut weg, maar hij werd toch nog achtste. 

#### Uitslag 80cc-klasse
| Pos | Coureur             | Merk           | Tijd      | Grid | Punten |
| --- | ------------------- | -------------- | --------- | ---- | ------ |
| 1   | Stefan Dörflinger   | Krauser        | 31"36'80  | 1    | 15     |
| 2   | Jorge Martínez      | Derbi          | +1'50     | 2    | 12     |
| 3   | Manuel Herreros     | Derbi          | +32'84    | 3    | 10     |
| 4   | Gerhard Waibel      | Real-Seel      | +38'01    | 5    | 8      |
| 5   | Gerd Kafka          | Seel           | +48'31    | 8    | 6      |
| 6   | Rainer Kunz         | Ziegler        | +1"02'11  | 10   | 5      |
| 7   | Theo Timmer         | HuVo-Casal     | +1"12'49  | 6    | 4      |
| 8   | Ian McConnachie     | Krauser        | +1"16'21  | 4    | 3      |
| 9   | Henk van Kessel     | HuVo-Casal     | +1"16'21  | 13   | 2      |
| 10  | Paul Rimmelzwaan    | Harmsen        | +1"22'48  | 12   | 1      |
| 11  | Joachim Gali        | Derbi          | +1"42'87  | 11   |        |
| 12  | Günter Schirnhofer  | Krauser        | +1 ronde  | 15   |        |
| 13  | Domingo Gil Blanco  | Autisa         | +1 ronde  | 18   |        |
| 14  | Jaimie Lodge        | Krauser        | +1 ronde  | 17   |        |
| 15  | Yanos Pintar        | Eberhardt      | +1 ronde  | 14   |        |
| 16  | Giuliano Tabanelli  | BBFT           | +1 ronde  | 19   |        |
| 17  | Salvatore Milano    | Casal          | +1 ronde  | 20   |        |
| 18  | Mario Stocco        | Unimoto        | +1 ronde  | 33   |        |
| 19  | Serge Julin         | Bakker-Casal   | +1 ronde  | 16   |        |
| 20  | Reinhard Koberstein | Seel           | +1 ronde  | 27   |        |
| 21  | Zdravko Matulja     | Ziegler        | +1 ronde  | 23   |        |
| 22  | Jean-Marc Velay     | GMV-Casal      | +1 ronde  | 21   |        |
| 23  | Herri Torrontegui   | JJ Cobas-Rotax | +1 ronde  | 29   |        |
| 24  | Hans Koopman        | Ziegler        | +1 ronde  | 26   |        |
| 25  | Reiner Koster       | LCR-Casal      | +1 ronde  | 30   |        |
| 26  | Thomas Engl         | Esch           | +1 ronde  | 34   |        |
| 27  | René Dünki          | Zündapp        | +2 ronden | 22   |        |
| 28  | Mika Sakari Komu    | Eberhardt      | +2 ronden | 36   |        |
| 29  | Miroslav Lesicki    | Severin        | +2 ronden | 35   |        |
| 30  | Johan Auer          | Eberhardt      | +2 ronden | 24   |        |

#### Niet gefinisht
| Coureur           | Merk       | Oorzaak | Grid |
| ----------------- | ---------- | ------- | ---- |
| Juan Ramón Bolart | Autisa     |         | 7    |
| Otto Machinek     | OM-Spezial |         | 28   |
| Bernd Rossbach    | HuVo-Casal |         | 31   |
| Chris Baert       | Eberhardt  |         | 25   |
| Alois Pavlic      | Seel       |         | 9    |

#### Niet gestart
| Coureur        | Merk       | Grid | Oorzaak            |
| -------------- | ---------- | ---- | ------------------ |
| Bertus Grinwis | Krauser    |      | Blessure en schade |
| Richard Bay    | Rupp-Maico | 32   | Blessure           |

#### Niet deelgenomen
| Coureur    | Merk       | Oorzaak  |
| ---------- | ---------- | -------- |
| Hans Spaan | HuVo-Casal | Blessure |

### Top tien tussenstand 80cc-klasse
| Pos. | Coureur           | Merk                 | Ptn. |
| ---- | ----------------- | -------------------- | ---- |
| 1    | Stefan Dörflinger | Krauser              | 52   |
| 2    | Jorge Martínez    | Derbi                | 42   |
| 3    | Manuel Herreros   | Derbi                | 32   |
| 4    | Gerhard Waibel    | Real-Seel            | 25   |
| 5    | Gerd Kafka        | Seel                 | 24   |
| 6    | Ian McConnachie   | HuVo-Casal / Krauser | 19   |
| 7    | Theo Timmer       | HuVo-Casal           | 13   |
| 8    | Paul Rimmelzwaan  | Harmsen              | 11   |
| 9    | Jean-Marc Velay   | GMV-Casal            | 6    |
| 9    | Stefan Prein      | HuVo-Casal           | 6    |

## Trivia

### Apartheid
De Joegoslavische regering liet vanwege de Zuid-Afrikaanse apartheidspolitiek nog steeds geen Zuid-Afrikanen toe. Daardoor kon Mario Rademeyer niet aan de start komen en ook de echtgenote van Patrick Fernandez en Colette Mang, de vrouw van Toni, konden niet aanwezig zijn. Toch was het niet verschijnen van Rademeyer vreemd, want hij had ook een Britse racelicentie. Op die manier waren in het verleden Jon Ekerold (Noorse licentie) en Kork Ballington (Britse licentie) ook in Joegoslavië aan de start gekomen. 

### Drukke Boet
Boet van Dulmen had het druk tijdens de trainingen in Rijeka. Hij hielp Cees Doorakkers, die van de Stichting Nederlands Racing Team een nieuwe Honda RS 250 R had gekregen, door via Jorg Möller achter de afstelgegevens van de Parisienne-Honda van Jacques Cornu te komen. Vervolgens onderhandelde hij met HRC over zijn speciale versnellingsbak. Van Dulmen had in Tsjecho-Slowakije door technici van CZ een speciale versnellingsbak laten maken, die door een andere hardingsprocedure van de tandwielen veel langer meeging dan de originele Honda-versnellingsbak. HRC had uiteraard interesse in deze bak, maar Boet vroeg als tegenprestatie drie fabrieks-Honda NS 500-cilinders en carburateurs. Daar ging HRC niet op in. 

### Suzuki-problemen
Suzuki had al enkele jaren geen fabrieksteam meer. De kastanjes werden uit het vuur gehaald door het Britse Heron-team en het Italiaanse Gallina-team. Heron had de TSR 500, een machine met een honingraatframe en Gallina had geëxperimenteerd met de Gallina TGA-1 met een eigen frame en speciale stroomlijnkuip. Men verwachtte de nieuwe fabrieksracers pas in 1986, maar intussen moesten de teams zelf proberen de machines snel genoeg te maken. De af en toe gezonden "speciale onderdelen" uit Japan bleken echter niets toe te voegen. Gallina probeerde het dan ook vaak - ook in Joegoslavië - met een frame van Nico Bakker. 

### Pernod-problemen
Pernod had enkele GP's overgeslagen om de motorfietsen te verbeteren. Alain Chevallier had nu de technische leiding overgenomen en het hele blok veranderd. De originele boring/slagverhouding van 50 x 56 mm was veranderd door toepassing van cilinders van Hans-Jürgen Hummel met een verhouding van 54 x 54 mm. Hoewel de Hummel-cilinders enorm populair waren en door veel coureurs (vooral de zijspanrijders) werden gebruikt, was het in Rijeka nog geen succes.

### Snelle tijden
De kwalificatietijden van een aantal coureurs waren snel genoeg om in een hogere klasse nog goed voor de dag te komen. Freddie Spencer reed in de 250cc-training 1"33'99 en brak daarmee niet alleen het ronderecord van Carlos Lavado met ruim twee seconden, hij zou er in de 500cc-klasse de negende startplaats gehaald hebben. Stefan Dörflinger deed het zo mogelijk nog beter: in de 80cc-training reed hij 1"41'52, drie seconden sneller dan het jaar ervoor. Hij zou er in de 500cc-klasse zelfs nog mee gekwalificeerd zijn, als 35e. Dat was sneller dan Dimitrios Papandreou met zijn Yamaha TZ 500.

### Rukwinden
Op zaterdagavond voor de race werd het rennerskwartier opgeschrikt door hevige rukwinden. Terwijl monteurs nog aan het sleutelen waren werden bij veel teams de aanbouwtenten bijna weggeblazen, maar bij Yamaha en Cagiva vlogen de tenten met stokken en al weg. 
1972 · 1973 · 1974 · 1975 · 1976 · 1977 · 1978 · 1979 · 1980 · 1981 · 1982 · 1983 · 1984 · 1985 · 1986 · 1987 · 1988 · 1989 · 1990